# Nyitraivánka
Nyitraivánka (szlovákul Ivanka pri Nitre) falu Szlovákiában, a Nyitrai kerületben, a Nyitrai járásban.

## Fekvése
Nyitrától 8 km-re délre, a Kis-Nyitra jobb partján fekszik.

## Élővilága
Az emberi tevékenység környezetvédelmi szempontból káros hatása, hogy a Nyitraivánkáról Kiscétényre vezető határi út mentén illegális szemétlerakat található.

## Története
A régészeti leletek tanúsága szerint területe már az újkőkorszakban lakott volt. A vonaldíszes kerámia népe élt ezen a vidéken, de megtalálhatók itt a bükki, a lengyeli és a hévmagyarádi kultúra emlékei is.
A 11-12. században szláv település állt itt. A középkorban három település állt ezen a helyen, közülük Lükit 1220-ban, Gergelyfalvát 1247-ben említik először. 1271-ben határában ütközött meg V. István és Ottokár cseh király serege. Ivánkát csak 1400-ban Ivankafalva néven említik először. Az Akacs, Ernyei, Hunyadi, Morvay, Keresztes, Palásthy, Kossovics, Vitéz és más családok birtoka volt. Egykor kiterjedt szőlőültetvényekkel rendelkezett. 1709 májusában itt az érsekújvári kurucok rajtaütöttek a nyitrai labanc lovasságon. 1751-ben 74 család lakott a faluban. 1787-ben az első népszámlálás 102 házat és 805 lakost talált itt. 1828-ban 133 háza és 933 lakosa volt, akik főként mezőgazdaságból éltek. Ispotályát 1809-ben létesítették.
Lukit 1330-ban Lyuky, 1479-ben Luky, később Luki néven említik. A nyitrai káptalan faluja volt. 1715-ben pincészete és 6 háztartása volt. 1751-ben 42 család lakta. 1787-ben 27 házában 186 lakos élt. 1828-ban  30 ház és 219 lakos volt a faluban. 1783-ban lakói fellázadtak a robotterhek ellen. A falu a 19. század végén, 1891-ben egyesült Gergelyfalvával.
Gergelyfalva 1247-ben Megerd alakban tűnik fel az írott forrásokban. 1311-ben Megered Berench, 1392-ben "Geregwlfalwa alias Megered Berench" néven említik. Előbb királyi birtok, majd az Andor és Ernyei családok, valamint a nyitrai káptalan birtoka volt. 1751-ben 7 adózó család élt a faluban. 1787-ben 15 háza és 85 lakosa volt. 1828-ban 15 házában 104 lakos élt. 1891-ben előbb Lukival egyesítették, majd 1924-ben Ivánkához csatolták, ezzel megszűnt önálló község lenni.
Vályi András szerint "IVÁNKA. Elegyes tót falu Nyitra Várm. földes Ura B. Hunyadi Uraság, lakosai katolikusok, fekszik Nyitrához fél mértföldnyire, javai majd hasonlók felső Szőllöshöz." 
"GERGELYFALVA. Elegyes falu Nyitra Vármegyében, birtokosai külömbféle Urak, 31lakosai katolikusok, fekszik a’ Nyitrai járásban, Ivánkának szomszédságában mellynek filiája, határja jó termékenységű, fája, réttye, legelője elég lévén, második Osztálybéli." 
Fényes Elek szerint "Ivánka, tót falu, Nyitra vmegyében, a Nyitra jobb partján, Nyitrától délre 1 1/2 órányira: 892 kath., 80 zsidó lak., kath. paroch. templommal. Földje termékeny; van erdeje, szőlőhegye s jó rétjei. F. u. többen."
"Luki, magyar falu, Nyitra vmegyében, Berencs fiókja, 538 kath. lak. Birja a nyitrai káptalan. Ut. posta Nyitra 2 1/4 óra." 
"Gergelyfalva, tót falu, Nyitra vmegyében, a Nyitra jobb partján, Berencshez 1/2 órányira: 100 kath., 6 zsidó lak., jó rétekkel. F. u. többen. Ut. p. Nyitra."
A trianoni békeszerződésig Nyitra vármegye Nyitrai járásához tartozott.

## Népessége
| Év:            | 1994. | 2004.   | 2014.   | 2024.    |
| -------------- | ----- | ------- | ------- | -------- |
| Emberek száma: | 2243  | 2417    | 2471    | 3083     |
| Eltérés:       |       | +7,75 % | +2,23 % | +24,76 % |

| Év:            | 2023. | 2024.   |
| -------------- | ----- | ------- |
| Emberek száma: | 3064  | 3083    |
| Eltérés:       |       | +0,62 % |

1880-ban Ivánka 1009 lakosából 656 szlovák, 187 magyar, 108 német, 15 egyéb anyanyelvű és 43 csecsemő; ebből 880 római katolikus, 107 zsidó és 22 evangélikus vallású volt. Lüki 260 lakosából 238 szlovák, 9 magyar, 5 német, 1 egyéb anyanyelvű és 7 csecsemő; ebből 256 római katolikus és 4 zsidó vallású. Gergelyfalva 105 lakosából 66 szlovák, 35 magyar anyanyelvű és 4 csecsemő; itt mindenki római katolikus volt.
1890-ben Ivánka 1010 lakosából 657 szlovák, 258 magyar és 95 német anyanyelvű. Lüki-Gergelyfalva 407 lakosából 346 szlovák, 54 magyar és 7 német anyanyelvű volt.
1900-ban Ivánkát 945-en lakták: 701 szlovák, 181 magyar, 62 német és 1 egyéb anyanyelvű. Lüki-Gergelyfalva 417 lakosából 372 szlovák, 31 magyar és 14 német anyanyelvű volt.
1910-ben Ivánka 1016 lakosából 574 szlovák, 413 magyar, 28 német és 1 egyéb anyanyelvű. Lüki-Gergelyfalvát 472-en lakták: 424 szlovák, 39 magyar és 9 német anyanyelvű.
1921-ben 1551 lakosából 1405 csehszlovák és 71 magyar volt.
1930-ban 1623 lakosából 1584 csehszlovák és 14 magyar volt.
1970-ben 2689 lakosából 2658 szlovák és 12 magyar volt.
2001-ben 2299 lakosából 2260 szlovák és 15 magyar volt.
2011-ben 2420 lakosából 2292 szlovák és 17 magyar volt.
2021-ben 2868 lakosából 2633 (+10) szlovák, 19 (+4) magyar, (+2) ruszin, 27 (+5) egyéb és 189 ismeretlen nemzetiségű volt.

## Nevezetességei

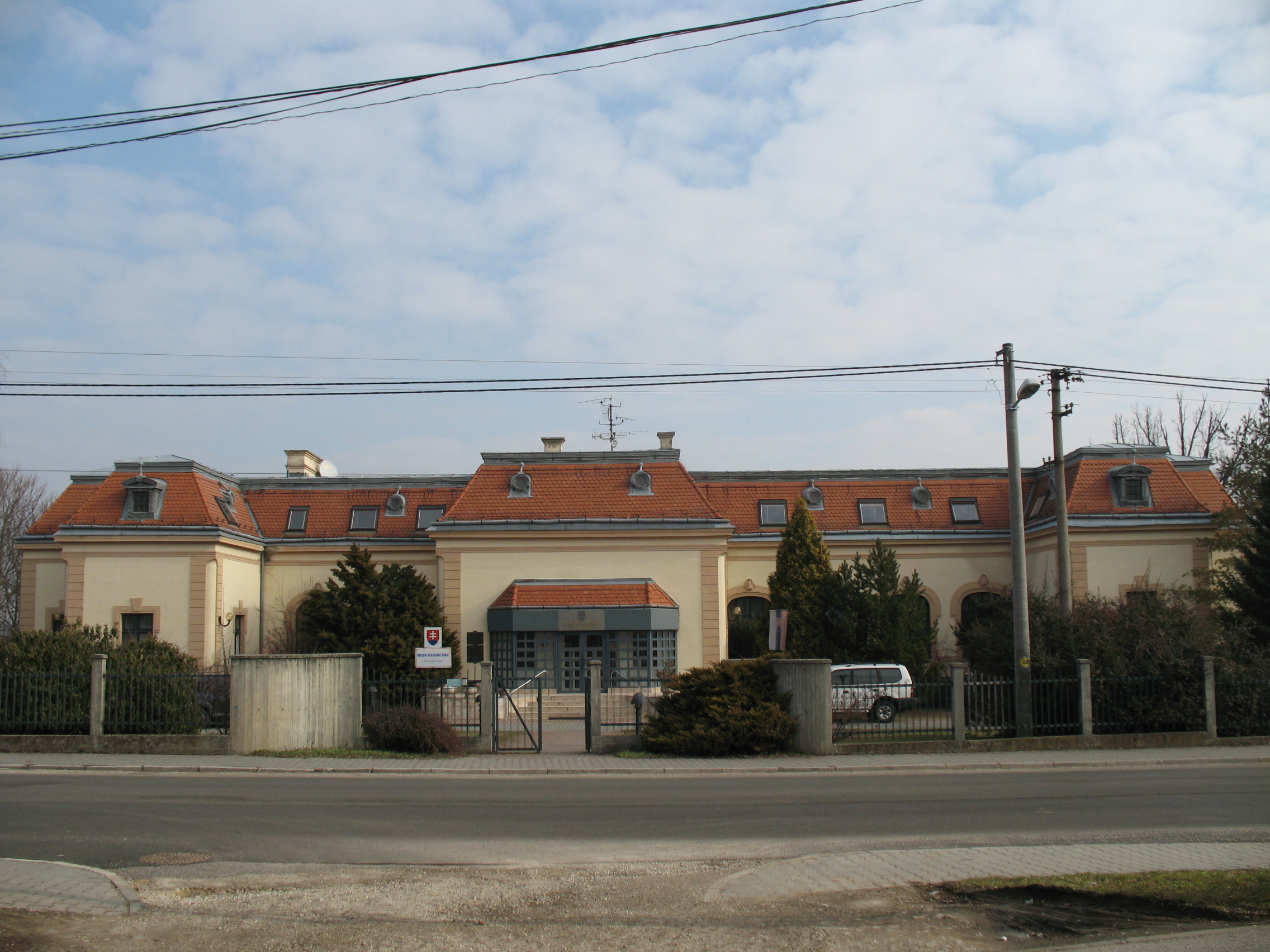
Nyitraivánkai állami levéltár

- Szent Márton püspök tiszteletére szentelt római katolikus temploma 1770 és 1772 között épült későbarokk stílusban. Különlegessége, hogy tornya 151 cm-t ferdült a függőlegeshez képest.
- Klasszicista kúriája a 18. század végén épült Grassalkovich Antal megbízásából. Ma állami levéltár működik benne.
- Határában találták az ún. Monomakhosz-koronát.

## Híres emberek
- Itt született Tóth József (1763-1829) katolikus esperes-plébános.
- Itt született Kossovich Károly (1803-1841) magyar publicista, jogtudományi író, a Magyar Tudományos Akadémia tagja.
- Itt működött Palmer Alajos (1805-1881) teológiai doktor, 1843-tól nyitraivánkai plébános.
- Itt született 1811-ben Nyulassy Lajos portréfestő.
- Itt született 1815-ben Kelecsényi József műkedvelő régész.
- Itt született 1846-ban Dombay Hugó ügyvéd, költő.
- Itt hunyt el Tóth Vilmos, 1871-1873 között Magyarország belügyminisztere a Lónyay-kormány alatt.
- Itt hunyt el 1888-ban Markhot János országgyűlési képviselő.

## Külső hivatkozások
- Hivatalos oldal
- Községinfó
- Nyitraivánka Szlovákia térképén
- A termelőszövetkezet honlapja
- Travelatlas.sk
- E-obce.sk Archiválva 2007. szeptember 11-i dátummal a Wayback Machine-ben